# Maksim Bahdanovitj
Maksim Bahdanovitj (belarusiska: Максім Багдановіч), född 9 december (27 november enligt g.s.) 1891 i Minsk, död 25 maj (12 maj enligt g.s.) 1917 i Jalta, var en poet, litteraturvetare och översättare, en av moderna belarusiska litteraturens grundare.